# Tour de Gironde
Die Tour de Gironde (bis 1980 Tour de Gironde-Sud) war ein französisches Straßenradrennen. Das Etappenrennen wurde seit 1975 im Département Gironde ausgetragen und war bis einschließlich 2004 Amateuren vorbehalten. Von 2005 bis 2017 zählte es in der Kategorie 2.2 zur UCI Europe Tour. Seit 2018 wurde es als Rennen für Junioren veranstaltet.

## Palmarès
- 1975  Patrick Audeguil
- 1976  Michel Fedrigo
- 1977  Daniel Barjolin
- 1978  Christian Jourdan
- 1979  Francis Castaing
- 1980  Jean-Jacques Rebière
- 1981  Bruno De Santi
- 1982  Philippe Lauraire
- 1983  Gérard Mercadie
- 1984  Daniel Amardeilh
- 1985  Thierry Lavergne
- 1986  Sylvain Le Goff
- 1987  Jean-François Moro
- 1988  Hervé Gourmelon
- 1989  Gilles Dubois
- 1990  Stéphane Dief
- 1991  Laurent Desbiens
- 1992  Jean-François Anti
- 1993  Christo Saikow
- 1994  Denis Leproux
- 1995  Anthony Langella
- 1996  Franck Morelle
- 1997  Jean-Philippe Duracka
- 1998  Martial Locatelli
- 1999  László Bodrogi
- 2000  Pascal Peyramaure
- 2001  Gilles Canouet
- 2002  Mickaël Buffaz
- 2003  Alexandre Urbain
- 2004  Vincent Joffre
- 2005  Charles Guilbert
- 2006  Jérôme Bonnace
- 2007  Jonathan Thiré
- 2008  Julien Guay
- 2009  Stéphane Rossetto
- 2010  Julien Belgy
- 2011  Julien Foisnet
- 2012  Nick van der Lijke
- 2013  Juan Carlos Larrinaga
- 2014  Rens te Stroet
- 2015  Stéphane Poulhiès
- 2016  Amund Grøndahl
- 2017  Pablo Torres
- 2018  Valentin Retailleau
- 2019  Carlos Rodríguez
- 2020–2021 wegen COVID-19-Pandemie abgesagt
- 2022  Joshua Tarling